# جغرافيا إسبانيا
|  |

| القارة           | أوروبا |
| المنطقة          | أوروبا الجنوبية شبه الجزيرة الأيبيرية |
| إحداثيات جغرافية | 40°N 5°W |
| المساحة          | 504,782 كم مربع (52) |
| الشريط الساحلي   | 4964 كم |
| الحدود الأرضية   | 1,917.8 كم (1,191.7 ميل) البرتغال: 1,214 كم (754 ميل) فرنسا: 623 كم (387 ميل) أندورا: 63.7 كم (39.6 ميل) المغرب (مليلة): 9.6 كم (5.97 ميل) المغرب (سبتة): 6.3 كم (3.91 mi) جبل طارق: 1.2 كم (0.75 ميل) (0.75 ميل) |
| الحدود الدولية   | جنوب أفريقيا 909 كم (جيب) |
| أعلى نقطة        | تيد (جزر الكناري) 3,718 متر (12,198 قدم) ملحسن (شبه الجزيرة الأيبيرية) 3,477 متر (11,407 قدم) |
| أدنى نقطة        | المحيط الأطلسي، البحر الأبيض المتوسط 0 متر (سطح البحر) |
| السطح            | دولة جبلية |

تقع إسبانيا في جنوب الغرب أوروبا وتشكل نحو 84 بالمئة من شبه الجزيرة الأيبيرية. تبلغ مساحتها الكلية 504,782 كم2 (194,897 ميل مربع) منها 499,542 كم2 (192,874 ميل مربع) يابسة و 5,240 كم2 (2,023 ميل مربع) من المياه. توجد إسبانيا بين خطي عرض 26° و44° وبخطي طول 19° غربًا و5° شرقًا. ساحلها على المحيط الأطلسي طوله 710 كم (441 ميل). تمتد سلسلة جبال البرانس 435 كم (270 ميل) من البحر الأبيض المتوسط إلى خليج بسكاي. في أقصى الجنوب من إسبانيا يقع مضيق جبل طارق، الذي يفصل إسبانيا عن باقي أوروبا من المغرب في شمال أفريقيا؛ وفي أضيق نطاق، تفصل إسبانيا والمغرب فقط 13 كم (8.1 ميل).
قبالة شبه الجزيرة الأيبيرية هناك العديد من المناطق الإسبانية الأخرى: جزر البليار في البحر الأبيض المتوسط، جزر الكناري من الجنوب والغرب، 108 كم (67 ميل) قبالة شمال غرب أفريقيا، وخمسة مواقع سيادية (بلاثاس دي سوبيرانیا) على قبالة ساحل المغرب: سبتة، مليلية، جزر إشفارن، صخرة الحسيمة، وجزيرة قميرة.

## الحدود الخارجية ومناطق الأرض
معظم الحدود في إسبانيا هي مياه: البحر الأبيض اللمتوسط في الجنوب والشرق من جبل طارق إلى الحدود الفرنسية والمحيط الأطلسي في الشمال الغربي والجنوب الغربي (في الجنوب يقع خليج قادش وفي الشمال وخليج بسكاي). يوج لدى إسبانيا حدود برية مع فرنسا وأندورا عند امتداد جبال البرانس في شمال شرق البلاد، في حين تقع البرتغال في الغرب، ومع إقليم موراء البحار البريطانية الصغير جبل طارق بالقرب من الطرف الجنوبي. يتواصل انتماء جبل طارق أن يكون مسألة خلافية بين إسبانيا وبريطانيا وكذلك النزاع على بلاثاس دي سوبيرانیاوالتي يطالب بها المغرب.
لديها إسبانيا أيضا مقتلف يود داخل فرنسا يدعى لييفيا.

## جغرافيا السكان

### أكبر المدن من حيث عدد السكان
- مدريد	3,228,359
- برشلونة	1,582,738
- فالنسية	797,654
- إشبيلية	709,975
- سرقسطة	626,081
- مالقة	547,105
- مرسية	391,146
- لاس بالماس دي جران كناريا	377,600
- ميورقة	367,277